# St.-Johannis-Kirche (Göygöl)

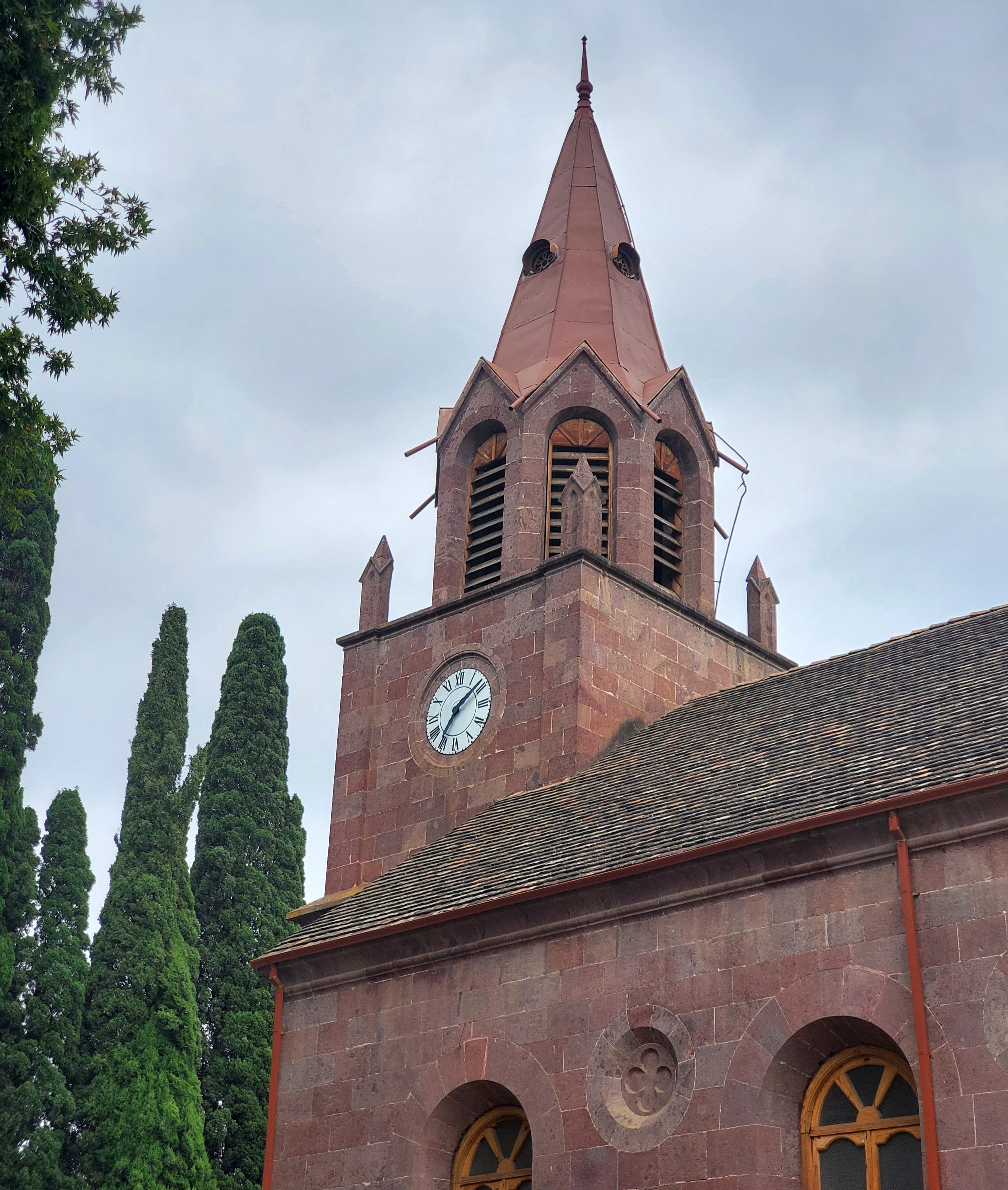
St.-Johannis-Kirche in Göygöl

Die Johanniskirche in Göygöl gilt als die erste deutsch-lutherische Kirche in Aserbaidschan.
Nachdem Aserbaidschan seine Unabhängigkeit wiedererlangt hatte, wurde die Kirche durch Beschluss Nr. 132 des Ministerkabinetts der Republik Aserbaidschan vom 2. August 2001 in die Liste der lokalen bedeutenden unbeweglichen historischen und kulturellen Denkmäler aufgenommen.
Heute ist in dieser Kirche das „Geschichts- und Ethnographiemuseum von Göygöl“ untergebracht.

## Geschichte

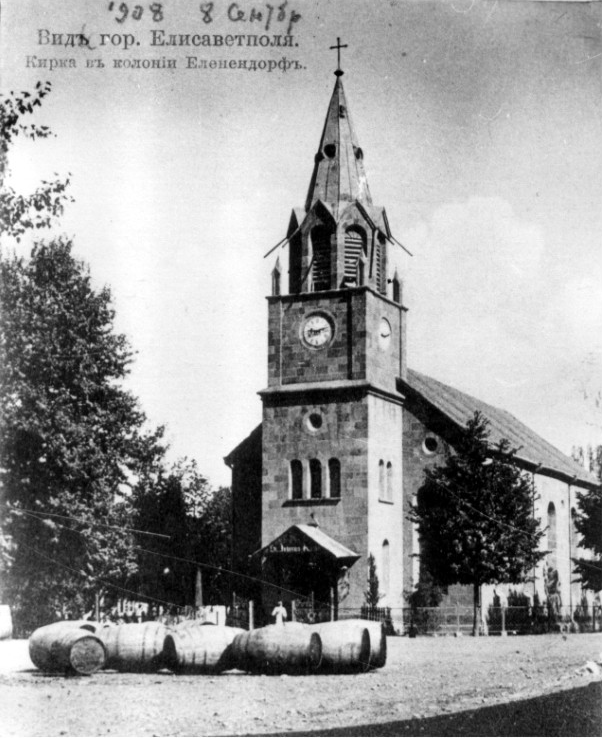
St.-Johannes-Kirche im Jahr 1908

Als im Jahr 1817 mit Erlaubnis des Zaren Alexander I. mehrere hundert Familien schwäbisch-lutherischer Pietisten ins Russische Reich kamen, wurden fast 700 schwäbische Familien nach Transkaukasien umgesiedelt, wo fast 120 von ihnen die Kolonie Helenendorf gründeten. Mit Gründung der Kolonie nahm auch die lutherische Gemeinde ihre Arbeit auf. Die ersten Gottesdienste wurden jedoch von Lehrern der Schule abgehalten, 1832 wurde ein Pfarrer aus Hannover berufen. Das Entstehen der deutsch-lutherischen Gemeinde machte auch die Errichtung eines Gotteshauses erforderlich. Der Grundstein der Kirche wurde am 24. April 1854 neben einer Pfarrschule gelegt. Die in drei Jahren Bauzeit errichtete Kirche erhielt den Namen „Heilige-Johann-Kirche“ und wurde dem gläubigen Volk übergeben. Es war die erste lutherische Kirche in Aserbaidschan. Ihr erster Pfarrer war Georg Heinrich Reitenbach (1832–1840). Die Kirche verfügt über eine Orgel von der berühmten Ludwigsburger Firma E. F. Walcker & Cie. Die aus rotem Stein erbaute Kirche verfügt über einen Glockenturm, 16 große und zwei kleine Fenster sowie zwei Eingangstüren. Darüber hinaus sind die Fenster dieser Kirche aus Holz gefertigt. Die Breite der Kirche beträgt 13,3 m, die Länge 36,6 m und die Deckenlänge 8,6 m.

### Während der sowjetischen Besatzung
Nach der sowjetischen Besatzung im Jahr 1928 wurde der Krieg gegen die Religion offiziell begonnen. In den Jahren 1936–1938 wurden die in allen lutherischen Kirchen tätigen Pfarrer verhaftet. Der letzte Pfarrer der Kirche, Otto Ventsel, wurde 1931 erstmals verhaftet. Die letzte Konfirmationszeremonie mit 85 Jugendlichen fand 1934 in der Kirche statt. Er wurde frei und blieb bis 1936 in der Kirche tätig. 1936 wurde er vom Volkskommissariat für innere Angelegenheiten der UdSSR verhaftet. Obwohl er 1939 freikam, wurde er noch im selben Jahr verhaftet. Die Glocke in der St.-Johann-Kirche wurde ebenso abgenommen wie die in der Kirche eingebaute Orgel. Nach der Deportation der Deutschen aus der Region im Jahr 1941 wurde die Kirche geschlossen. Zu verschiedenen Zeiten diente das Gebäude als Sporthalle und als Lazarett.

## Nach der Unabhängigkeit
Die Kirche wurde mit Beschluss Nr. 132 des Ministerkabinetts der Republik Aserbaidschan am 2. August 2001, kurz nach der Wiederherstellung der Unabhängigkeit der Republik Aserbaidschan, in die Liste der unbeweglichen historischen und kulturellen Denkmäler von lokaler Bedeutung aufgenommen.
Seit 2005 beherbergt die Kirche das Geschichts- und Ethnographiemuseum von Göygol.
Im Jahr 2008 wurde die St.-Johannis-Kirche mit finanzieller Unterstützung der Deutschen Gesellschaft für Internationale Zusammenarbeit (GIZ) renoviert. Dank Spendenaktionen der Kultur- und Wissenschaftsgesellschaft „EuroKaukAsia“ wurde der Turm mit einer Uhr und Glocken ausgestattet.